# زلزال أفغانستان يناير 2022
ضرب زلزال أفغانستان في ولاية بادغيس، في 17 يناير 2022، وكانت قوته 5.3. أدت عدة عوامل إلى وقوع أضرار وعدد من الإصابات غير متناسب مع شدة الزلزال، حيث قُتل 28 شخصًا وجُرح 40. دمر الزلزال مئات المنازل في شمال غرب أفغانستان.

## الإعداد التكتوني
تقع أفغانستان على حدود صفائح تكتونية رئيسية. حيث تقع على حدود إلتقاء صفيحتين تكتونيتين هما: الصفيحة الإيرانية والصفيحة الأوراسية. وإلى الجنوب من أفغانستان تتحرك الصفيحة الهندية باتجاه الشمال، بينما إلى الشمال منها تتحرك الصفيحة الأوراسية باتجاه الجنوب الشرقي. وهذا التصادم الناجم عن حركة الصفائح مستمر منذ 50 مليون سنة. ونتيجة لذلك، فإن أفغانستان معرضة للزلازل. تتكون كل من الصفيحة الإيرانية والصفيحة الأوراسية من قشرة قارية لا يمكن أن تغرق أو تُدَمَر. ونتيجة لذلك، تحركت الصخور بين الصفيحتين لأعلى لتُشكل الجبال. إضافة إلى أن الحركة المستمرة للصفيحة الإيرانية تزيد الضغط.

## الهزة الأرضية
وقع الزلزال بالقرب من الحدود مع تركمانستان. وقد جرى الإبلاغ عنه في البداية بقوة 5.6، إلا أن التقارير اللاحقة أثبتت أن قوته كانت 5.3. وقد حدثت هزة سابقة بقوة 4.9 على مقياس ريختر في الساعة 09:05 بالتوقيت العالمي المنسق، على بعد حوالي 9 كم (5.6 ميل) إلى الجنوب الشرقي.

## التأثير

### الأضرار والخسائر
دمر الزلزال أكثر من 700 منزل. ولقي ما لا يقل عن 28 شخصًا، بينهم تسع نساء وأطفال، مصرعهم في الزلزال جراء انهيار منازل في ناحية قادس، ومات خمسة عشر منهم في قرية بدروك. وقتل معظمهم بسبب انهيار منازلهم. وأصيب أربعون شخصا بجروح وعولجوا في المستشفى.
في يوم الزلزال، أُبلغ عن عدد من القتلى بلغ 12 في أفغانستان، وارتفع إلى 22 بعد ساعات قليلة، ثم إلى 26. وفي اليوم التالي ارتفع إلى 27. وبلغ 28 شخصًا يوم 19 يناير.
في قلعة ناو عاصمة المحافظة، حيث كانت أقصى شدة هي IV، لوحظت تصدعات في جدران بعض المنازل ولكن يجري الإبلاغ عن أضرار كبيرة.
ومما فاقم الأمر سوءًا أن الدول الغربية قد جمدت المساعدات الدولية والأصول الموجودة في الخارج بعد وصول طالبان إلى حكم البلاد في أغسطس 2021.
تعرضت مئذنة جام، وهي من مواقع التراث العالمي لليونسكو وعمرها 800 عام، للضرر بسبب الزلزال. حيث سقط الطوب من ارتفاع 65 متر (213 قدم) مما يُعرضها لخطر الانهيار بعد الزلزال.

### ردود الفعل
واجه عمال الإنقاذ صعوبات في الوصول إلى المنطقة المتضررة بسبب حالة الطرق. وقال مسؤول إقليمي في بادغيس إن ما بين 700 إلى 1000 منزل تضررت أو دمرت. كما تواجد فريق من أفراد طالبان في الموقع للمساعدة في جهود الإغاثة. استمرت عمليات الإنقاذ حتى 19 يناير، حيث أمضى العمال ليلتين في البحث عن ناجين محاصرين تحت الأنقاض. لجأ الناجون إلى الخيام والملاجئ بينما نام بعضهم في العراء. وقالت طالبان إنه جرى تقديم الطعام والمساعدات والخيام للسكان المتضررين.

## روابط خارجية
- ريليف ويب الصفحة الرئيسية  لهذا الحدث.